# MOB Ge 4/4 8001–8004
Die MOB Ge 4/4 sind vierachsige Meterspur-Elektrolokomotiven der Schweizerischen Montreux-Berner Oberland-Bahn (MOB), sie tragen die Bauartbezeichnung Ge 4/4 und wurden unter den Betriebsnummern 8001–8004 in den Bestand eingereiht. Die Lok 8003 wurde 2019 an die Rhätische Bahn verkauft und wird dort zur Ge 4/4 653 umgebaut.
Die vier 1994 von SLM und ABB ausgelieferten Ge 4/4 ähneln sowohl optisch als auch mechanisch den Ge 4/4 der Bière-Apples-Morges-Bahn (BAM) und den Ge 4/4 III der Rhätischen Bahn (RhB). Der elektrische Teil musste jedoch dem Betrieb ab Fahrleitung mit 900 V Gleichspannung angepasst werden und eine allfällige Umrüstung auf Zweisystem-Betrieb mit zusätzlich 15 kV 16,7 Hz berücksichtigen. Der Betrieb mit Wechselspannung wäre notwendig gewesen, wenn die Golden-Pass-Line mit einer dritten Schiene bis Interlaken verlängert worden wäre.
Die Lok ist mit vier Schnellschaltern ausgerüstet, die über Drosseln die wassergekühlten Stromrichter versorgen. Die Eingangsspannung der Wechselrichter kann von 630 bis 1080 Volt variieren, für den Zweispannungsbetrieb hätte die Zwischenkreisspannung 1350 Volt betragen. Dies erforderte eine Anpassung der Fahrmotorwicklung gegenüber den RhB-Loks, die für eine Zwischenkreisspannung von 2100 bis 2800 Volt ausgelegt sind. Der mechanische Teil des Fahrmotors ist baugleich mit demjenigen der RhB-Motoren.
Die Loks haben eine Leistung von 2000 kW und erreichen eine Höchstgeschwindigkeit von 120 km/h, die jedoch im Normalbetrieb mangels geeigneter Strecken nicht erreicht wird. Wegen der relativ geringen Spannung sind sehr hohe Stromstärken erforderlich. Daher fahren die Loks der Montreux–Berner Oberland-Bahn immer mit zwei Stromabnehmern am Fahrdraht. Zudem sind die Stromabnehmer mit drei statt den üblichen zwei Schleifleisten versehen.
Für den späteren Zweisystem-Betrieb wurden die Lokomotiven für den Einbau eines Transformators vorbereitet, stattdessen wurde Ballast im Drosseltank eingebaut. Weiter war der Einbau eines dritten Stromabnehmers, eines Hauptschalters, eines Vierquadrantenstellers und einer Spannungssystem-Erfassung vorbereitet.
Früher waren alle vier Loks einheitlich in einem blau-weissen Design gehalten, doch heute sind auch diese Loks mit Werbebotschaften versehen, ähnlich wie es bei den RhB Ge 4/4 III üblich ist. Die Lokomotiven werden ausschliesslich mit Personenzügen eingesetzt, zum Teil in der Mitte von Pendelzügen mit Steuerwagen auf beiden Seiten. Möglich ist auch die Vielfachsteuerung mit den MOB GDe 4/4, was erst erforderlich ist, wenn mehr als sechs Panoramawagen zu befördern sind. Dies ist bisher nur vereinzelt vorgekommen.
Ab 2017 wurden die drei bei der MOB verbliebenen Loks auf automatische Mittelpufferkupplung umgebaut. Die Vielfachsteuerung mit den GDe 4/4 ist damit vorübergehend nicht mehr möglich. Bis zum Umbau oder Ablieferung von Steuerwagen mit diesem Kupplungstyp können sie auch nicht mehr in Pendelzügen eingesetzt werden.
Seit 2020 sind die verbliebenen 3 Lokomotiven mit allen Fahrzeugen Steuerwagen sowie den Triebwagen mit Schwab-Automatikkupplung in Vielfachsteuerung kompatibel und zugelassen. Sie verkehren auch vor dem Golden-Pass-Express (GPX oder kurz PE) Zug.
Als Ersatz hat die MOB im Jahr 2021 die Beschaffung neuer Lokomotiven ausgeschrieben.